# Міхай Лека
Міхай Даніель Лека (рум. Mihai Daniel Leca; нар. 14 квітня 1992, Бухарест, Румунія) — румунський футболіст, центральний захисник клубу «Львів».

## Клубна кар'єра

### Ранні роки. Початок професіональної кар'єри
Народився в Бухаресті. Вихованець одного з грандів румунського футболу, столичного «Стяуа». Згодом перейшов до молодіжної академії скромнішого клубу, «Конкордії», в якій займався до 2010 року. У футболці дорослої команди «Конкордії» дебютував 5 грудня 2010 року в переможному (4:0) домашньому поєдинку 15-го туру Другої ліги Руиунії проти «Отопені». Міхай вийшов на поле на 75-ій хвилині, замінивши Адріана Попу. Першим голом у професіональній кар'єрі відзначився 15 вересня 2012 року на 58-ій хвилині переможного (3:1) виїзного поєдинку 8-го туру Другої ліги проти «Газ Метана». Лека вийшов на поле в стартовому складі та відіграв увесь матч. У команді виступав до кінця червня 2014 року, за цей час у Другій лізі Румунії зіграв 58 матчів (1 гол), ще 4 матчі провів у кубку Румунії.
На початку жовтня 2014 року вільним агентом перейшов до «Оцелула». За нову команду дебютував 24 жовтня 2014 року в нічийному (1:1) домашньому поєдинку Ліги I проти «Газ Метана». Міхай вийшов на поле в стартовому складі та відіграв увесь матч. Зіграв 11 матчів в еліті румунського футболу, ще по 1-му поєдинку провів у кубку Румунії та кубку румунської ліги. 

### Вояж до Іраку, повернення на батьківщину та черговий від'їзд за кордон
27 липня 2015 року вільним агентом перебрався до іракського клубу «Заху». У Прем'єр-лізі Іраку зіграв 20 матчів. Єдиним голом у складі «Заху» відзначився 15 вересня 2015 року на 76-ій хвилині нічийного (1:1) домашнього поєдинку чемпіонату Іраку проти «Аль-Мінаа» з Басри.
У середині вересня 2016 року повернувся на батьківщину, де став гравцем «Брашова». За команду з однойменного міста дебютував 21 вересня 2016 року в переможному (4:2) домашньому поєдинку 8-го туру Другої ліги проти «Балотештів». Лека вийшов на поле в стартовому складі та відіграв увесь матч. У команді провів першу частину сезону 2016/17 років, за цей час зіграв 11 матчів у другій лізі чемпіонату Румунії.
Наприкінці січня 2017 року знову виїхав за кордон, підсиливши «Нью-Сейнтс». У новій команді дебютував 4 березня 2017 року в переможному (4:0) домашньому поєдинку 4-го туру Прем'єр-ліги Уельсу проти «Бангор Сіті». Міхай вийшов на поле на 81-ій хвилині, замінивши Стівена Сондерса. Навесні 2017 року провів 5 матчів у вищому дивізіоні чемпіонату Уельсу. На початку липня 2017 року залишив команду. 8 жовтня 2017 року перебрався до Молдови, де став гравцем «Зімбру». У футболці столичного клубу дебютував 28 жовтня 2017 року в програному (0:3) виїзному поєдинку 15-го туру Національного дивізіону Молдови проти бєльцівської «Зарі». Міхай вийшов на поле в стартовому складі та відіграв увесь матч. Восени 2017 року провів 3 поєдинки в елітному дивізіоні молдовського чемпіонату.

### Виступи за румунські клуби після повернення з-за кордону
Наприкінці січня 2018 року повернувся до Румунії, де підсилив «Ювентус». У футболці столичного клубу дебютував 4 лютого 2018 року в нічийному (0:0) виїзному поєдинку 23-го туру Ліги I проти «Ботошані». Лека вийшов на поле в стартовому складі та відіграв увесь матч, а на 61-ій хвилині отримав жовту картку. Єдиним голом за «Ювентус» відзначився 18 травня 2018 року на 16-ій хвилині програного (1:2) виїзного поєдинку 11 -го туру Ліги I проти «Сепсі». Міхай вийшов на поле в стартовому складі та відіграв увесь матч, а на 45-ій хвилині отримав жовту картку. У сезоні 2017/18 років відіграв 16 матчів у Лізі I, в яких відзначився 1 голом.
На початку липня 2018 року повернувся до «Конкордії». У футболці клубу з Кіажни дебютував після повернення 30 липня 2018 року в нічийному (1:1) домашньому поєдинку 2-го туру Ліги I проти «Віїторула». Лека вийшов на поле в стартовому складі, а на 84-ій хвилині його замінив Крістіан Альбу. Єдиним голом за «Конкордію» відзначився 9 грудня 2018 року на 73-ій хвилині програного (1:3) виїзного поєдинку 19-го туру Ліги I проти «Астри». Міхай вийшов на поле в стартовому складі та відіграв увесь матч, а на 37-ій хвилині отримав жовту картку. У першій половині сезону 2018/19 років зіграв 15 матчів у Лізі I, в якій відзначився 1 голом.
У середині лютого 2019 року відправився в оренду до «Кіндію». За нову команду дебютував 1 березня 2019 року в переможному (1:0) виїзному поєдинку 23-го туру Ліги II проти «Арджеша». Міхай вийшов на поле в стартовому складі та відіграв увесь матч, а на 89-ій хвилині відзначився своїм першим голом за тигровіштську команду. Допоміг команді виграти другий дивізіон Румунії та підвищитися в класі. Напередодні старту сезону 2019/20 років став повноцінним гравцем «Кіндії». Загалом за тигровіштський клуб відіграв близько сезону, у чемпіонатах Румунії зіграв 32 матчі (5 голів), ще 1 поєдинок провів у кубку Румунії.
18 лютого 2020 року підсилив «Арджеш». За нову команду дебютував 7 березня 2020 року в переможному (4:0) виїзному поєдинку 24-го туру Ліги II проти «Пандурія». Лека вийшов на поле в стартовому складі та відіграв увесь матч. За підсумками сезону «Арджеш» посів 4-те місце та підвищитися в класі. Наступний сезон провів разом з командою в Лізі I, але по його завершенні залишив «Арджеш». 

### Львів
14 жовтня 2021 року підписав 1 річний контракт (з можливістю продовження ще на один рік) з ФК «Львів». У футболці «городян» дебютував 16 жовтня 2021 року в програному (1:4) домашньому поєдинку 11-го туру Прем'єр-ліги України проти київського «Динамо». Міхай вийшов на поле в стартовому складі та відіграв увесь матч.

## Кар'єра в збірній
У футболці молодіжної збірної Румунії дебютував 10 вересня 2013 року в програному (2:3) виїзному поєдинку молодіжного чемпіонату Європи проти молодіжної збірної Чорногорії. Міхай вийшов на поле в стартовому складі та відіграв увесь матч. Проте цей поєдинок виявився єдиним для Леки у складі молодіжної збірної країни.

## Досягнення

### Клубні
«Нью-Сейнтс»
- Прем'єр-ліга Уельсу
  -  Чемпіон (1): 2016/17

«Кіндія»
- Ліга II
  -  Чемпіон (1): 2018/19